# Rio Ishëm
O rio Ishëm (ou Ishmi) é um rio no oeste da Albânia, que leva água para a área ao norte da capital, Tirana. 
Faz parte de um curso de água (Tiranë-Gjole-Ishëm), mas apenas o terço inferior do curso de água é conhecido como Ishëm. O rio é formado na confluência dos rios Gjole e Zezë, alguns quilômetros a noroeste da cidade de Fushë-Krujë. Ele deságua no Mar Adriático, perto da cidade de Ishëm, tendo ao todo 74 km de extensão.